# The Darwin Awards
The Darwin Awards é um filme de comédia e aventura produzido nos Estados Unidos e lançado em 2006.